# عبد الحميد خليل
عبد الحميد خليل، حكم كرة قدم بحريني دولي.
و قد حكم في كأس الخليج 2003، وقد أدار مباراة منتخب السعودية لكرة القدم ومنتخب الإمارات لكرة القدم في 26 ديسمبر 2003، وقد أدار مباراة منتخب قطر لكرة القدم ومنتخب اليمن لكرة القدم في 5 يناير 2004.